# Automatischer Zeilenumbruch
Automatischer Zeilenumbruch ist eine softwareseitige Funktion, den Zeilenfall digitaler Texte entsprechend der Darstellung zu präsentieren und dazu eine einheitliche Zeilenlänge annähernd einzuhalten. Ein harter Zeilenumbruch ist dagegen eine fest vorgegebenes Zeilenende-Markierung und wird im Desktop-Publishing als Absatz interpretiert (Absatzmarke, engl. pilcrow, Symbol: ¶), der weiche Zeilenumbruch (Symbol: ↵) erzwingt zwar neue Zeile, unterbricht die Absatzformatierungen hingegen nicht. Im Unterschied zu diesen beiden gibt es für automatischen Zeilenumbruch kein Steuerzeichen – es findet sich dafür aber auch der Ausdruck weiche Zeilenschaltung.

## Funktion des Umbruchs
Der Umbruch muss sich dabei automatisch den Gegebenheiten anpassen:
- Bei Textänderung (Einfügung oder Löschung) im vorangehenden Text des Absatzes,
- bei Änderung der verfügbaren Zeilenbreite,
- bei Änderung der Schrifteigenschaften, also wenn Zeichen im Verhältnis zur Zeilenbreite schmaler oder breiter werden.

Der Zeilenumbruch ist lediglich eine temporäre Darstellung auf dem jeweiligen Ausgabemedium unter den momentanen Bedingungen; der eigentliche (Quell-)Text wird dadurch nicht verändert. Dabei kann es zu Abweichungen kommen, wenn eine nicht vorhandene Silbentrennungsmöglichkeit im am rechten Absatzrand stehenden Wort den vorzeitigen Umbruch erzwingt. Fachleute sprechen vom Flatterabsatz, im Gegensatz zur Blocksatzformatierung. Näheres beschreibt die Textformatierung, dabei lässt sich ebenfalls über Steuerzeichen die Bündigkeit am rechten oder linken Rand der Zeile einstellen.
Der automatische Umbruch wird auch als das „Fließen des Textes“ bezeichnet und bildet eine der zentralen Rahmenbedingungen im Webdesign: Weil der Programmierer die Zeichen je Zeile auf dem Bildschirm seines Lesers nicht kennt, sind dort keine festen Textfluss-Formatierungen möglich.

## Texterfassung
Zielt die Publikation auf ein fertig umbrochenes Dokument ab (beispielsweise Ausdruck auf Papier oder Erstellen einer PDF-Datei), dann sollte der Zeilenumbruch bei der Eingabe angezeigt werden (Layout entspricht Ausgabe, englisch What you see is what you get (WYSIWYG)), um manuell unerwünschte Trennungen über den HTML-Tag  <nobr>  zu unterbinden oder zusätzliche Trennmöglichkeiten vereinbaren zu können.
Unter den Bedingungen der Webtypografie müssen alle Varianten der Zeilenbreite bedacht werden und unerwünschtes Auseinanderreißen zusammenhängender Teile wie auch Neuschöpfungen zusammengesetzter Wörter im Deutschen sind von vornherein für den automatischen Umbruch besonders zu bearbeiten.

## Zeilentrennung
Die jeweilige Software versucht nach Ausschöpfen der verfügbaren Zeilenbreite möglichst dicht am Rand (innerhalb eines Randbereichs, beispielsweise eines Zentimeters) eine Trennmöglichkeit zu finden.
Diese kann sein:
1. ein Leerraum (unter anderem ein Leerzeichen)
2. ein vorhandener Bindestrich
3. eine manuell vorgegebene Trennmöglichkeit (bedingter Trennstrich, auch „weiches Trennzeichen“ genannt)
4. eine automatische Worttrennung

In den Fällen 3 und 4 wird ein Trennstrich in die Darstellung auf dem Ausgabemedium (Bildschirm, Ausdruck usw.) eingefügt. Für die genaue Bestimmung der möglichen Umbruchstellen gibt es Algorithmen, wie etwa den Unicode-Zeilenumbruch-Algorithmus.
Für die automatische Worttrennung am Zeilenende ist es erforderlich, dass die Sprache der Textpassage deklariert ist und für diese Sprache orthographische Regeln zur Worttrennung, aber auch digitale Wörterbücher zum Erkennen zusammengesetzter Wörter zum Zeitpunkt der Darstellung verfügbar sind.
Bei Blocksatz erfolgt anschließend der Ausschluss der Zeile.

## Unerwünschte Zeilentrennung
Mitunter sollen zusammenhängende Zeichengruppen nicht auseinandergerissen werden, obwohl sie Leerzeichen oder Bindestriche enthalten.
Dafür stehen zur Verfügung:
- geschützte Leerzeichen
- geschützte Bindestriche
- Definition zusammenhängender Bereiche

Zusammenhängende Bereiche lassen sich beispielsweise in HTML bzw. CSS erzielen durch ein <pre>-Element bzw. das Attribut white-space: nowrap.
Beispiele:
- 5 m (Leerzeichen zwischen Zahlenwert und Einheitenzeichen schützen)
- Bankleitzahl 100 100 10 (Leerzeichen zwischen den Zahlengruppen schützen)
- p-q-Formel (keine Trennung am Bindestrich zwischen „p“ und „q“)
- 3 + 6  =  5 + 4 (zusammenhängender Bereich)

## Sonstiges
Die Hohe Schule des Zeilenumbruchs in der Typografie ist es, in den aufeinanderfolgenden Zeilen einen ähnlichen Wortzwischenraum zu erzielen, so dass ein einheitlicher Grauwert der Textpassage entsteht. Das überfordert die meisten Programme für den PC-Bereich, wird jedoch von dem freien Programm TeX und von professionellen Satzsystemen geleistet.